# Phyllachora manaosensis
Phyllachora manaosensis är en svampart som beskrevs av Henn. 1904. Phyllachora manaosensis ingår i släktet Phyllachora och familjen Phyllachoraceae.   Inga underarter finns listade i Catalogue of Life.